# Piacevole!
Piacevole! (ピアシェーヴォレ！ ～piacevole～?, Piashēvore!) è un manga scritto e disegnato da Atsuko Watanabe, serializzato sul sito web Comico di NHN comico dall'11 ottobre 2013. Un adattamento anime, intitolato Piacevole: My Italian Dining e prodotto da Zero-G, è stato trasmesso in Giappone tra l'11 gennaio e il 29 marzo 2017.

## Personaggi
Morina Nanase (七瀬 萌里菜?, Nanase Morina)
Doppiata da: Sayaka Senbongi
Mallow Kitahara (北原 マロ?, Kitahara Maro)
Doppiato da: Yūki Yonai
Kirihide Konno (近野 桐秀?, Konno Kirihide)
Doppiato da: Yōhei Azakami
Ruri Fujiki (藤木 瑠梨?, Fujiki Ruri)
Doppiata da: Yōko Hikasa
Ei Oreki (折木 衛?, Oreki Ei)
Doppiato da: Taku Yashiro
Sara Teiri (帝莉沙羅?, Teiri Sara)
Doppiata da: Hiromi Igarashi

## Media

### Manga
Il manga, scritto e disegnato da Atsuko Watanabe sotto lo pseudonimo di Nab_At, ha iniziato la serializzazione sul sito web Comico di NHN comico l'11 ottobre 2013. I vari capitoli sono raccolti da Earth Star Entertainment sotto il titolo di Piace: watashi no Italian (ピアシェ〜私のイタリアン〜?, Piashe: watashi no Itarian) in volumi tankōbon dal 12 settembre 2015. In tutto il mondo la serie è stata resa disponibile digitalmente in lingua inglese da Crunchyroll.

#### Volumi
| Nº | Data di prima pubblicazione | Data di prima pubblicazione | Data di prima pubblicazione |
| Nº | Giapponese                  | Giapponese                  |                             |
| -- | --------------------------- | --------------------------- | --------------------------- |
| 1  | 12 settembre 2015           | ISBN 978-4-8030-0774-9      |                             |
| 2  | 12 gennaio 2017             | ISBN 978-4-8030-0982-8      |                             |

### Anime

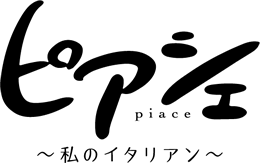
Logo della serie

Un adattamento anime, intitolato Piacevole: My Italian Dining (ピアシェ〜私のイタリアン〜?, Piashe: watashi no Itarian) e diretto da Hiroaki Sakurai presso lo studio Zero-G, è andato in onda dall'11 gennaio al 29 marzo 2017. In tutto il mondo, ad eccezione dell'Asia, gli episodi sono stati trasmessi in streaming in simulcast, anche coi sottotitoli in lingua italiana, da Crunchyroll.

#### Episodi
| Nº | Titolo italiano Giapponese 「Kanji」 - Rōmaji                                                                               | In onda          | In onda |
| Nº | Titolo italiano Giapponese 「Kanji」 - Rōmaji                                                                               | Giapponese       |         |
| 1  | Maiale nero iberico in padella aromatizzato alla salvia 「イベリコ豚のセージ風味ポワレ」 - Iberiko buta no sēji fūmi poware | 11 gennaio 2017  |         |
| 2  | Penne all'arrabbiata 「アラビアータ」 - Arabiāta                                                                            | 18 gennaio 2017  |         |
| 3  | Tiramisù 「ティラミス」 - Tiramisu                                                                                          | 25 gennaio 2017  |         |
| 4  | Caponata 「カポナータ」 - Kaponāta                                                                                          | 1º febbraio 2017 |         |
| 5  | Sangria 「サングリア」 - Sanguria                                                                                           | 8 febbraio 2017  |         |
| 6  | Chef 「シェフ」 - Shefu | 15 febbraio 2017 |         |
| 7  | Peperoncino 「ペペロンチーノ」 - Peperonchīno                                                                               | 22 febbraio 2017 |         |
| 8  | Zuppa inglese 「ズッパ・イングレーゼ」 - Zuppa ingurēze                                                                     | 1º marzo 2017    |         |
| 9  | Frittura 「フリット」 - Furitto                                                                                             | 8 marzo 2017     |         |
| 10 | Panna cotta 「パンナコッタ」 - Panna kotta                                                                                  | 15 marzo 2017    |         |
| 11 | Beef tagliata 「牛肉のタリアータ」 - Gyūniku no tariāta                                                                     | 22 marzo 2017    |         |
| 12 | Insalata 「インサラータ」 - Insarāta                                                                                        | 29 marzo 2017    |         |